# 八代郡
- 令制国一覧 > 西海道 > 肥後国 > 八代郡
- 日本 > 九州地方 > 熊本県 > 八代郡

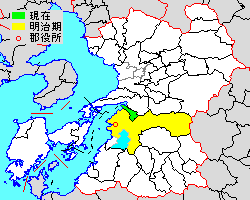
熊本県八代郡の位置（緑：氷川町 水色：後に他郡から編入した区域）

八代郡（やつしろぐん）は、熊本県（肥後国）の郡である。
人口10,189人、面積33.36km²、人口密度305人/km²。（2025年2月1日、推計人口）
以下の1町を含む。
- 氷川町（ひかわちょう）

## 郡域
1879年（明治12年）に行政区画として発足した当時の郡域は、上記1町に八代市の大部分（日奈久各町・二見各町・坂本町鶴喰・坂本町田上・坂本町百済来下・坂本町百済来上・坂本町川嶽を除く）を加えた区域にあたる。

## 歴史

### 近世以降の沿革
- 「旧高旧領取調帳」に記載されている明治初年時点での支配は以下の通り。（3町92村）

| 知行   | 知行       | 村数     | 村名 |
| ------ | ---------- | -------- | --- |
| 幕府領 | 長崎奉行   | 5村      | 椎原村、久連子村、樅木村、葉木村、仁田尾村 |
| 藩領   | 肥後熊本藩 | 3町 87村 | 上豊原村、下豊原村、奈良木村、東本野村、西本野村、高下村、西高下村、大福寺村、敷川内村、植柳村、麦島村、萩原村、横手村、松江村、田中村、古閑村、上野村、大村、海士江村、新牟田村、南吉王丸村、吉王丸村、東河田村、猫谷村、北片野川村、上片野川村、中片野川村、下片野川村、長田村、井上村、下井上村、日置村、上日置村、福正原村、西宮地村、東宮地村、古麓村、下松求麻村、上松求麻村、八代町、興善寺村、岡谷川村、岡中村、岡小路村、拵村、早尾村、今村、平島村、北村、河上村、南大野村、新田村、吉本町、吉本村、西吉本村、大野村、上北大野村、立神村、北種山村、南種山村、小浦村、河俣村、栗木村、柿迫村、下岳村、上鏡村、鏡村、鏡町、内田村、鹿島村、東鹿島村、西野津村、北野津村、南野津村、東野津村、野津村、宮原村、上宮原村、下宮原村、下有佐村、小路村、上有佐村、中野村、下村、外牟田村、上土村、西川田村、新地村、高子原村、松崎村 |

- 慶応4年
  - 閏4月25日（1868年6月15日） - 幕府領が富岡県の管轄となる。
  - 6月10日（1868年7月29日） - 富岡県の管轄区域が天草県の管轄となる。
  - 8月29日（1868年10月14日） - 天草県の管轄区域が長崎府の管轄となる。
- 明治2年6月20日（1869年7月28日） - 長崎府の管轄区域が長崎県の管轄となる。
- 明治3年（1870年） - 長崎県の管轄区域が熊本藩領となる。
- 明治4年（3町94村）
  - 7月14日（1871年8月29日） - 廃藩置県により熊本県（第1次）の管轄となる。
  - 11月14日（1871年12月25日） - 第1次府県統合により八代県の管轄となる。
  - 干拓地に南野崎村・北野崎村が起立。
- 明治6年（1873年）1月15日 - 白川県の管轄となる。
- 明治初年（3町111村）
  - 干拓地に芝口村・貝洲村・硴原村・塩浜村・河原町・宝出村・古閑出村・高植村・弥次村・東網道村・中網道村・西網道村・西鹿野村・東鹿野村・北出村・外出村が起立。
  - 高子原村が分割して下高子原村・上高子原村となる。
- 明治8年（1875年）12月10日 - 熊本県（第2次）の管轄となる。同年、以下の各村の統合が行われる。（3町101村）

- 片野川村 ← 北片野川村、上片野川村
- 片長村 ← 中片野川村、下片野川村、長田村

- 網道村 ← 東網道村、中網道村、西網道村
- 鹿野村 ← 西鹿野村、東鹿野村

- 下井上村が井上村に、上日置村・福正原村が日置村に、河上村が立神村にそれぞれ合併。

- 明治9年（1876年） - 以下の各村の統合が行われる。（3町77村）

- 本野村 ← 東本野村、西本野村
- 会地村 ← 上野村、大村、海士江村
- 宮地村 ← 西宮地村、東宮地村
- 中島村 ← 平島村、中野村
- 太牟田村 ← 北村、外牟田村、上土村
- 高塚村 ← 吉本村、西吉本村

- 島地村 ← 東鹿島村、新地村
- 宮原村 ← 上宮原村、下宮原村
- 有佐村 ← 小路村、上有佐村
- 松高村 ← 下高子原村、上高子原村、松崎村
- 両出村 ← 北出村、外出村
- 野崎村 ← 南野崎村、北野崎村

- 西高下村が高下村に、南吉王丸村が吉王丸村に、南大野村・上北大野村が大野村に、西野津村・北野津村・南野津村・東野津村が野津村に、硴原村が貝洲村にそれぞれ合併。

- 明治12年（1879年）
  - 1月20日 - 郡区町村編制法の熊本県での施行により、行政区画としての八代郡が発足。郡役所が八代町に設置。
  - 上豊原村・下豊原村が合併して豊原村となる。（3町76村）

### 町村制以降の沿革

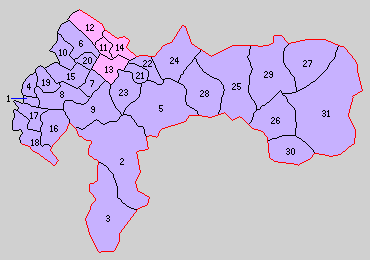
1.八代町 2.上松求麻村 3.下松求麻村 4.松高村 5.河俣村 6.鏡町 7.龍峯村 8.太田郷村 9.宮地村 10.文政村 11.野津村 12.和鹿島村 13.宮原町 14.吉野村 15.千丁村 16.高田村 17.植柳村 18.金剛村 19.八千把村 20.有佐村 21.南種山村 22.北種山村 23.小浦村 24.下岳村 25.柿迫村 26.椎原村 27.葉木村 28.栗木村 29.仁田尾村 30.久連子村 31.樅木村（紫：八代市 桃：氷川町）

- 明治22年（1889年）4月1日 - 町村制の施行により、以下の町村が発足。特記以外は全域が現・八代市。（3町28村）
  - 八代町、上松求麻村、下松求麻村、松高村、河俣村（それぞれ単独村制）
  - 鏡町 ← 内田村、鏡町、鏡村、芝口村、野崎村、上鏡村
  - 龍峰村 ← 西川田村、東河田村、興善寺村、岡谷川村、岡中村、岡小路村
  - 太田郷村 ← 片野川村、片長村、日置村、萩原村、横手村、松江村、井上村
  - 宮地村 ← 宮地村、古麓村、猫谷村
  - 文政村 ← 両出村、貝洲村、塩浜村、宝出村
  - 野津村 ← 野津村、河原町（現・氷川町）
  - 和鹿島村 ← 網道村、鹿野村、鹿島村、島地村（現・氷川町）
  - 宮原町 ← 立神村、今村、早尾村、拵村、宮原町、宮原村（現・氷川町）
  - 吉野村 ← 大野村、吉本町、高塚村、新田村（現・氷川町）
  - 千丁村 ← 古閑出村、新牟田村、吉王丸村、太牟田村
  - 高田村 ← 奈良木村、豊原村、本野村、高下村
  - 植柳村 ← 麦島村、植柳村、大福寺村
  - 金剛村 ← 高植村、弥次村、敷川内村
  - 八千把村 ← 会地村、田中村、古閑村
  - 有佐村 ← 中島村、下村、有佐村、下有佐村
  - 南種山村、北種山村、小浦村、下岳村、柿迫村、椎原村、葉木村、栗木村、仁田尾村、久連子村、樅木村（それぞれ単独村制）
- 明治29年（1896年）6月1日 - 郡制を施行。
- 明治42年（1909年）4月7日 - 干拓地に郡築村が起立。（3町29村）
- 大正12年（1923年）
  - 4月1日 - 郡会が廃止。郡役所は存続。
  - 11月1日 - 南種山村・北種山村・小浦村が合併して種山村が発足。（3町27村）
- 大正15年（1926年）7月1日 - 郡役所が廃止。以降は地域区分名称となる。
- 昭和3年（1928年）9月14日 - 千丁村の一部（昭和）が分立して昭和村が発足。（3町28村）
- 昭和11年（1936年）4月1日 - 太田郷村が町制施行して太田郷町となる。（4町27村）
- 昭和15年（1940年）9月1日 - 八代町・太田郷町・植柳村・松高村が合併して八代市が発足し、郡より離脱。（2町25村）
- 昭和18年（1943年）4月1日 - 郡築村が八代市に編入。（2町24村）
- 昭和25年（1950年）7月1日 - 八代市の一部（築地一番町から築地十二番町）が分立して郡築村が発足。（2町25村）
- 昭和29年（1954年）
  - 4月1日（2町20村）
    - 八千把村・高田村・金剛村が八代市に編入。
    - 和鹿島村・吉野村・野津村が合併して竜北村が発足。

  - 7月1日 - 郡築村が八代市に編入。（2町19村）
  - 10月1日 - 柿迫村・栗木村・久連子村・椎原村・仁田尾村・葉木村・樅木村・下岳村が合併して泉村が発足。（2町12村）
- 昭和30年（1955年）
  - 2月1日（2町9村）
    - 種山村・河俣村が合併して東陽村が発足。
    - 鏡町・文政村・有佐村が合併し、改めて鏡町が発足。
- 昭和30年（1955年）4月1日 - 宮地村が八代市に編入。（2町8村）
- 昭和31年（1956年）4月1日 - 昭和村が八代市に編入。（2町7村）
- 昭和36年（1961年）
  - 3月1日 - 龍峰村が八代市に編入。（2町6村）
  - 4月1日 - 上松求麻村・下松求麻村が葦北郡百済来村と合併して坂本村が発足。（2町5村）
- 昭和49年（1974年）4月1日 - 竜北村が町制施行して竜北町となる。（3町4村）
- 昭和51年（1976年）9月1日 - 千丁村が町制施行して千丁町となる。（4町3村）
- 平成17年（2005年）
  - 8月1日 - 坂本村・千丁町・鏡町・東陽村・泉村が八代市と合併し、改めて八代市が発足。（2町）
  - 10月1日 - 竜北町・宮原町が合併して氷川町が発足。（1町）

### 変遷表
| 明治22年以前 | 明治22年4月1日  | 明治22年 - 大正15年                  | 昭和1年 - 昭和19年          | 昭和20年 - 昭和29年         | 昭和20年 - 昭和29年         | 昭和30年 - 昭和63年         | 平成1年 - 現在         | 現在   |
| ------------ | --------------- | ------------------------------------ | --------------------------- | --------------------------- | --------------------------- | --------------------------- | ---------------------- | ------ |
|              | 八代町          | 八代町                               | 昭和15年9月1日 八代市       | 八代市                      | 八代市                      | 八代市                      | 平成17年8月1日 八代市  | 八代市 |
|              | 松高村          | 松高村                               | 昭和15年9月1日 八代市       | 八代市                      | 八代市                      | 八代市                      | 平成17年8月1日 八代市  | 八代市 |
|              | 太田郷村        | 太田郷村                             | 昭和15年9月1日 八代市       | 八代市                      | 八代市                      | 八代市                      | 平成17年8月1日 八代市  | 八代市 |
|              | 植柳村          | 植柳村                               | 昭和15年9月1日 八代市       | 八代市                      | 八代市                      | 八代市                      | 平成17年8月1日 八代市  | 八代市 |
|              | 高田村          | 高田村                               | 高田村                      | 昭和29年4月1日 八代市に編入 | 昭和29年4月1日 八代市に編入 | 八代市                      | 平成17年8月1日 八代市  | 八代市 |
|              | 金剛村          | 金剛村                               | 金剛村                      | 昭和29年4月1日 八代市に編入 | 昭和29年4月1日 八代市に編入 | 八代市                      | 平成17年8月1日 八代市  | 八代市 |
|              | 八千把村        | 八千把村                             | 八千把村                    | 昭和29年4月1日 八代市に編入 | 昭和29年4月1日 八代市に編入 | 八代市                      | 平成17年8月1日 八代市  | 八代市 |
|              |                 | 明治42年7月4日 郡築村 （郡築干拓地） | 昭和18年4月1日 八代市に編入 | 昭和25年7月1日 郡築村       | 昭和29年7月1日 八代市に編入 | 八代市                      | 平成17年8月1日 八代市  | 八代市 |
|              | 宮地村          | 宮地村                               | 宮地村                      | 宮地村                      | 宮地村                      | 昭和30年4月1日 八代市に編入 | 平成17年8月1日 八代市  | 八代市 |
|              | 龍峰村          | 龍峰村                               | 龍峰村                      | 龍峰村                      | 龍峰村                      | 昭和36年3月1日 八代市に編入 | 平成17年8月1日 八代市  | 八代市 |
|              | 千丁村          | 千丁村                               | 昭和3年6月28日 昭和村       | 昭和村                      | 昭和村                      | 昭和31年4月1日 八代市に編入 | 平成17年8月1日 八代市  | 八代市 |
|              | 千丁村          | 千丁村                               | 千丁村                      | 千丁村                      | 千丁村                      | 昭和51年9月1日 千丁町       | 平成17年8月1日 八代市  | 八代市 |
|              | 鏡町            | 鏡町                                 | 鏡町                        | 鏡町                        | 鏡町                        | 昭和30年2月1日 鏡町         | 平成17年8月1日 八代市  | 八代市 |
|              | 文政村          | 文政村                               | 文政村                      | 文政村                      | 文政村                      | 昭和30年2月1日 鏡町         | 平成17年8月1日 八代市  | 八代市 |
|              | 有佐村          | 有佐村                               | 有佐村                      | 有佐村                      | 有佐村                      | 昭和30年2月1日 鏡町         | 平成17年8月1日 八代市  | 八代市 |
|              | 下岳村          | 下岳村                               | 下岳村                      | 昭和29年10月1日 泉村        | 昭和29年10月1日 泉村        | 泉村                        | 平成17年8月1日 八代市  | 八代市 |
|              | 栗木村          | 栗木村                               | 栗木村                      | 昭和29年10月1日 泉村        | 昭和29年10月1日 泉村        | 泉村                        | 平成17年8月1日 八代市  | 八代市 |
|              | 柿迫村          | 柿迫村                               | 柿迫村                      | 昭和29年10月1日 泉村        | 昭和29年10月1日 泉村        | 泉村                        | 平成17年8月1日 八代市  | 八代市 |
|              | 久連子村        | 久連子村                             | 久連子村                    | 昭和29年10月1日 泉村        | 昭和29年10月1日 泉村        | 泉村                        | 平成17年8月1日 八代市  | 八代市 |
|              | 椎原村          | 椎原村                               | 椎原村                      | 昭和29年10月1日 泉村        | 昭和29年10月1日 泉村        | 泉村                        | 平成17年8月1日 八代市  | 八代市 |
|              | 仁田尾村        | 仁田尾村                             | 仁田尾村                    | 昭和29年10月1日 泉村        | 昭和29年10月1日 泉村        | 泉村                        | 平成17年8月1日 八代市  | 八代市 |
|              | 葉木村          | 葉木村                               | 葉木村                      | 昭和29年10月1日 泉村        | 昭和29年10月1日 泉村        | 泉村                        | 平成17年8月1日 八代市  | 八代市 |
|              | 樅木村          | 樅木村                               | 樅木村                      | 昭和29年10月1日 泉村        | 昭和29年10月1日 泉村        | 泉村                        | 平成17年8月1日 八代市  | 八代市 |
|              | 上松求麻村      | 上松求麻村                           | 上松求麻村                  | 上松求麻村                  | 上松求麻村                  | 昭和36年4月1日 坂本村       | 平成17年8月1日 八代市  | 八代市 |
|              | 下松求麻村      | 下松求麻村                           | 下松求麻村                  | 下松求麻村                  | 下松求麻村                  | 昭和36年4月1日 坂本村       | 平成17年8月1日 八代市  | 八代市 |
|              | 葦北郡 百済来村 | 葦北郡 百済来村                      | 葦北郡 百済来村             | 葦北郡 百済来村             | 葦北郡 百済来村             | 昭和36年4月1日 坂本村       | 平成17年8月1日 八代市  | 八代市 |
|              | 北種山村        | 大正12年11月1日 種山村               | 種山村                      | 種山村                      | 種山村                      | 昭和30年2月1日 東陽村       | 平成17年8月1日 八代市  | 八代市 |
|              | 南種山村        | 大正12年11月1日 種山村               | 種山村                      | 種山村                      | 種山村                      | 昭和30年2月1日 東陽村       | 平成17年8月1日 八代市  | 八代市 |
|              | 小浦村          | 大正12年11月1日 種山村               | 種山村                      | 種山村                      | 種山村                      | 昭和30年2月1日 東陽村       | 平成17年8月1日 八代市  | 八代市 |
|              | 河俣村          | 河俣村                               | 河俣村                      | 河俣村                      | 河俣村                      | 昭和30年2月1日 東陽村       | 平成17年8月1日 八代市  | 八代市 |
|              | 宮原町          | 宮原町                               | 宮原町                      | 宮原町                      | 宮原町                      | 宮原町                      | 平成17年10月1日 氷川町 | 氷川町 |
|              | 野津村          | 野津村                               | 野津村                      | 昭和29年4月1日 竜北村       | 昭和29年4月1日 竜北村       | 昭和49年4月1日 町制         | 平成17年10月1日 氷川町 | 氷川町 |
|              | 和鹿島村        | 和鹿島村                             | 和鹿島村                    | 昭和29年4月1日 竜北村       | 昭和29年4月1日 竜北村       | 昭和49年4月1日 町制         | 平成17年10月1日 氷川町 | 氷川町 |
|              | 吉野村          | 吉野村                               | 吉野村                      | 昭和29年4月1日 竜北村       | 昭和29年4月1日 竜北村       | 昭和49年4月1日 町制         | 平成17年10月1日 氷川町 | 氷川町 |

## 行政
歴代郡長
| 代 | 氏名 | 就任年月日                | 退任年月日                | 備考                   |
| -- | ---- | ------------------------- | ------------------------- | ---------------------- |
| 1  |      | 明治12年（1879年）1月20日 |                           |                        |
|    |      |                           | 大正15年（1926年）6月30日 | 郡役所廃止により、廃官 |

## 関連文献
- 『八代郡誌』熊本県教育会八代郡支会、1927年。NDLJP:1195134。